# 喻楚杰
喻楚杰（1898年—1984年），原名喻寿昌，湖南省平江县邵阳乡蔡家湾(今属长寿镇邵阳村）人，中国人民解放军高级将领。

## 生平
7岁读私塾，两年后家贫辍学，给地主放牛。1917年到长沙顺昌木厂当学徒六年。1923年4月参加程潜部队。1925年调入唐生智部第八军第十八团。1926年5月参加北伐战争，任排长。1927年11月入彭德怀部独立五师一团在一连任班长。1928年7月跟从彭德怀参加平江起义，编入红五军第十八团，1928年9月任班长。1929年1月9日在江西万载经熊范安、方俊介绍并加入中国共产党。1929年任平江县东乡赤卫队中队长。动员6位亲人参加革命，其中4人牺牲。胞弟喻缦云，1930年参加红军，建国后任总后勤部军需部部长、总后勤部顾问，开国少将。1930年，任红三军团红五军3师9团1连连长。东渡赣江，参加了龙冈、东韶战斗，突袭建宁城、攻克泰宁、黎川，绕道千里，回师兴国。高兴好激战、方石岭大捷、攻打赣州、激战文英、攻战汝城及黄陂、大龙坪歼敌二个师的战斗。1933年入瑞金红大学习，毕业后任中央警卫师（工人师）第3团营长、团长。1934年该师编入红八军团，任第23师第69团团长。长征过湘江后红八军团撤编，任红三军团教导营2连连长，1935年3月任红三军团第4师12团参谋长。长征胜利后1936年5月入红军大学一期学习，1936年底毕业后任红二方面军第四师参谋长。脚、腿、胸、手部五次负伤，为二等甲级残废。
抗日战争期间，担任八路军120师715团参谋长。1938年任三五八旅代参谋长兼教导大队长。1939年任120师教导团团长。1941年7月26日在山西兴县李家湾第120师教导团改为中国人民抗日军政大学第七分校，校长由一二〇师参谋长周士第兼，政委徐文烈，政治部主任杨尚高，喻楚杰任副校长（主持日常工作），设营长队、教导员队、连排干部队、参谋训练队、骑兵队、工兵队和地方干部队等八个学员队，附设陆军中学并兼任校长。1943年1月抗大七分校及附属陆军中学从晋西北敌后迁回陕甘宁边区陇东合水县，抗大二分校附设中学从晋察冀边区迁到合水县并入七分校，直属总校领导。1943年4月9日，原第七分校及附属陆军中学1000多名学员在喻楚杰率领下，从晋西北兴县出发，在临县第八堡西渡黄河，经葭县大会坪、米脂、绥德、清涧，于4月13日到达延安。4月17日离开延安，经甘泉、富县，于4月26日到达陇东的合水县城。任抗大七分校副校长（代校长）。分散于合水县豹子川、东华池、平定川、大凤川一带，开挖窑洞，‘建筑校舍，建立“革命家务”。9月下旬，抗大总校副校长彭绍辉兼任七分校校长，张启龙任政委。1944年冬，抗大七分校已有师生6000余人。1945年4月至6月作为陕甘宁边区代表团成员出席中共七大。 
1946年1月任冀热辽军区热北军分区司令员。1946年4月任热河军区昭乌达盟军分区司令员。1946年9月任蒙汉联军司令员、蒙汉联军第二师师长（至1947年2月）。1946年11月热北军分区改称冀热辽军区第二十军分区任司令员。1947年10月任东北军大冀察热辽分校校长兼政委。1949年4月调北京任护路运输司令部参谋长（护运司令吕正操，后改为铁道兵团）。随军南下任中南军区铁道运输司令部参谋长、1949年9月任衡阳铁路管理局副局长、武昌铁路分局局长兼党委书记。
中华人民共和国成立后，1952年12月任铁道部监察室主任、监察局局长。1955年5月任铁道部工程总局副局长.1958年4月任铁道部办公厅副主任。1978年3月任铁道部视察室副主任。1980年任中华全国铁路总工会副主席、中国铁路老战士协会副理事长，政协第三、四、五届全国委员，副部长职。。
遵照他的遗愿，夫人王克然率子女将喻楚杰的骨灰主部撒在平江起义旧址——天岳书院旁的松柏树林下。2007年清明，喻楚杰的骨灰余部移入新建的平江县人民公园内。

## 家人
- 夫人王克然（1918—2011),原名王洁芝，南阳市赊镇县王村贫农家庭。开封女中和开封女师读书，1937年3月参加中华民族解放先锋队，1938年11月奔赴延安。1939年2月底到延安。在陕北公学和抗大学习，1939年5月入党。1940年1月初从抗大毕业，分配到一二〇师教导团任政治处宣传干事、技术书记、统计干事、供给处指导员等职。1940年3月与团长喻楚杰结婚。贺家川手术医院任教员、一二0师直属托儿所任支部书记、1943年7月调任抗大七分校女生队二队指导员、后方留守处支部书记，热河军区后方留守处党委委员，晋察热辽军大分校校部协理员、支部书记，二十军分区司令部后方留守处政委，铁道部武昌分局政治处机关总支书记，铁道部政治部组织部、铁道部视察室工作，1982年12月离休。